# Suni-Zanakia
Suni-Zanakia (gr. Σούνι-Ζανακιά)  – wieś w Republice Cypryjskiej, w dystrykcie Limassol. W 2011 roku liczyła 837 mieszkańców.